# دیوید اسکارپا
دیوید اسکارپا (به انگلیسی: David Scarpa) فیلمنامه‌نویس آمریکایی است. او بیشتر به خاطر نوشتن فیلمنامه‌های آخرین قلعه (فیلم ۲۰۰۱) ، بازسازی فیلم روزی که دنیا از حرکت ایستاد (فیلم ۲۰۰۸)  و تمام پول‌های جهان ، دربارهٔ آدم‌ربایی جان پل گتی سوم، که در دسامبر ۲۰۱۷ منتشر شد، شناخته شده‌است.
او در حال حاضر در لس آنجلس، کالیفرنیا ساکن است. وی در فورت کمبل، کنتاکی به دنیا آمد و قبل از شرکت در برنامه فیلم دانشگاه نیویورک در تنسی و کنتاکی بزرگ شد.

## فیلمشناسی
- آخرین قلعه  (۲۰۰۱)
- روزی که دنیا از حرکت ایستاد  (۲۰۰۸)
- تمام پول‌های جهان  (۲۰۱۷)
- ناپلئون  (۲۰۲۳)
- گلادیاتور ۲  (۲۰۲۴)